# スティーブン・バンブリー
スティーブン・バンブリー（Steven Bumbry , 1988年4月4日 - ）は、アメリカ合衆国・メリーランド州ルザービル出身の野球選手（右翼手）。MLBのボルチモア・オリオールズの傘下に所属。
父は元メジャーリーガーのアル・バンブリー。

## 経歴
バージニア工科大学出身。2009年のMLBドラフト12巡目でボルチモア・オリオールズに入団。

## 国際大会
母がウェールズ出身であることから、2012年に行われた第3回WBC予選のイギリス代表に選ばれた。